# 1661 w sztukach plastycznych

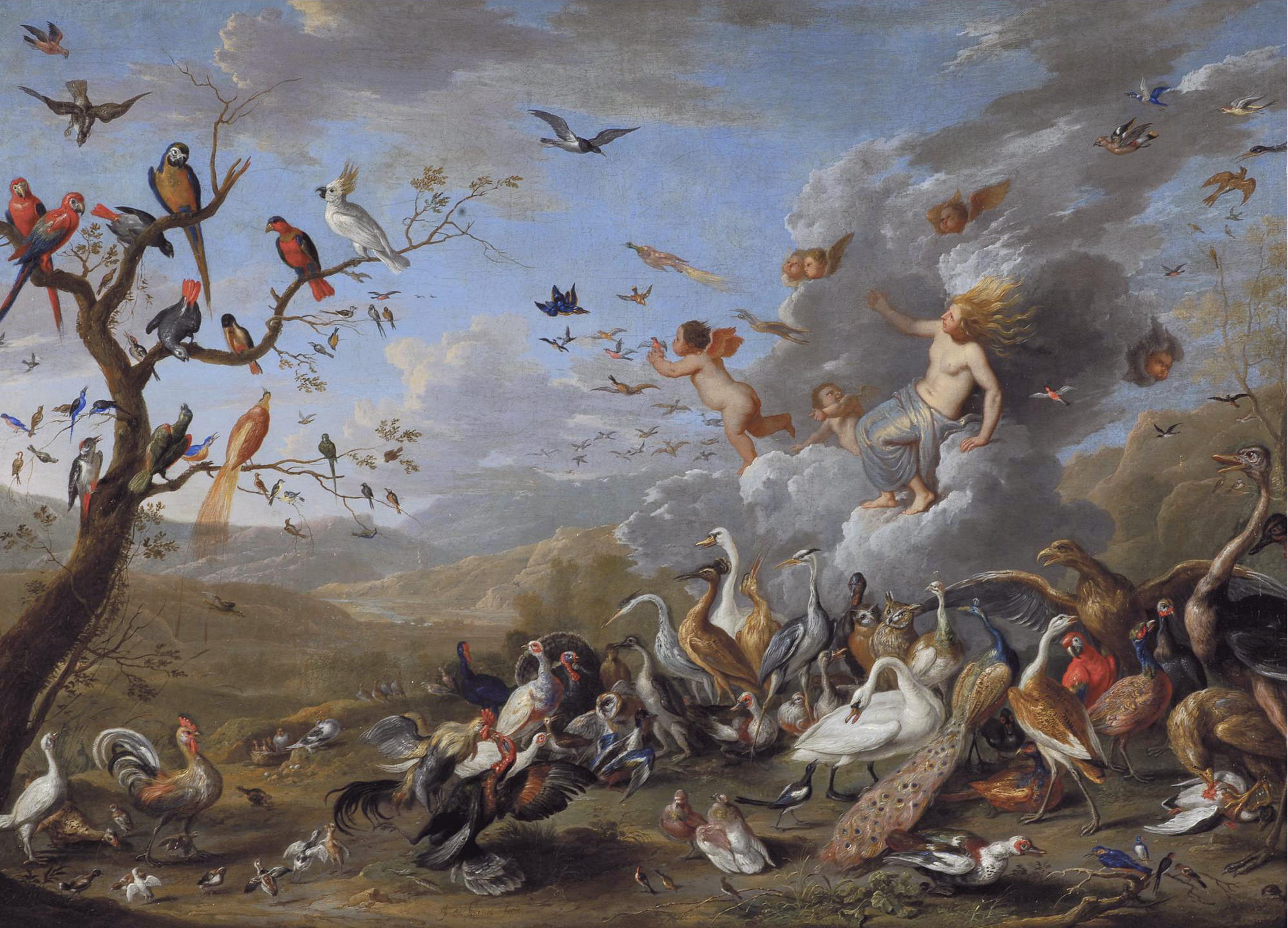
Jan van Kessel – Alegoria powietrza

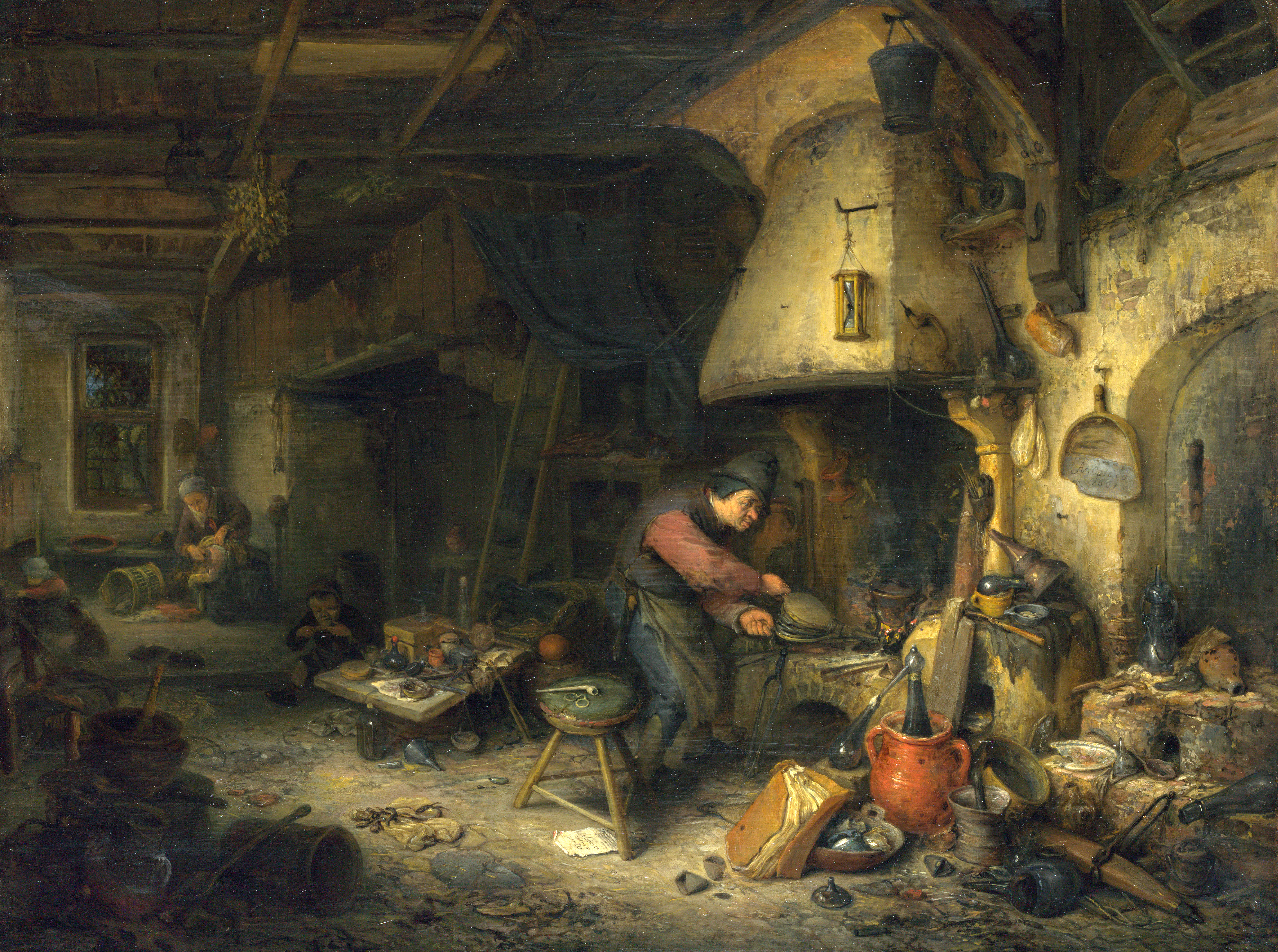
Adriaen van Ostade – Alchemik

Wydarzenia w sztukach plastycznych i wizualnych w 1661 roku.

## Wydarzenia
- 19 kwietnia - król Hiszpanii Filip IV mianuje Juana Bautistę Martínez del Mazo następcą swojego zmarłego teścia Diego Velázqueza na stanowisku malarza nadwornego
- październik - król Anglii Karol II Stuart mianuje Petera Lely jako nadwornego malarza[1]

## Malarstwo
- Filippo Abbiati

Coriolanus przekonany przez swoją rodzinę do zaprzestania oblężenia Rzymu – olej na płótnie, 202,3×305,5 cm
- Adriaen van Ostade

Alchemik – olej na dębie, 34×45,2 cm
- Gerard Dou

Stara kobieta ze świecą – olej na płótnie, 31×23 cm
- Gabriel Metsu

Kochankowie na śniadaniu – olej na płótnie, 36×31 cm
Wizyta u położnicy – olej na płótnie, 77,5×81,3 cm
- Reinier Nooms

Żegluga na IJ koło Amsterdamu – olej na płótnie, 61×166 cm
- Rembrandt

Święty Mateusz z aniołem – olej na płótnie, 96×81 cm
Sprzysiężenie Claudiusa Civilisa – olej na płótnie, 60×84cm
- Jan van Kessel, senior

Alegoria Powietrza – olej na płótnie, 237×261 cm
- Jan Vermeer

Widok Delftu – olej na płótnie, 98,5×117,5 cm

## Urodzenia
- 24 lutego - Alexandre-François Desportes, francuski malarz i rysownik, specjalizujący się w pracach ze zwierzętami (zm. 1743)
- 11 kwietnia - Antoine Coypel, malarz francuski (zm. 1722)
- prawdopodobnie
  - Alida Withoos, holenderska artystka botaniczna i malarka (zm. 1730)
- data nieznana
  - Lucas de Valdés, hiszpański malarz (zm. 1725)

## Zgony
- 23 marca - Pieter de Molijn, holenderski malarz i grawer urodzony w Anglii (ur. 1595)
- 21 czerwca - Andrea Sacchi, włoski malarz epoki baroku (ur. 1599)
- 11 września - Jan Fyt, flamandzki malarz zwierząt (ur. 1611)
- 16 września (pochowany) - Cornelis Vroom, malarz holenderski (ur. 1591), znany z pejzaży morskich, syn Hendricka Cornelisza Vrooma
- 30 października - Alexander Adriaenssen, flamandzki malarz epoki baroku (ur. 1587)
- 2 listopada - Daniel Seghers, flamandzki jezuita i malarz, który specjalizował się w przedstawieniach kwiatów (ur. 1590)
- 11 listopada - David Ryckaert III, malarz flamandzki, członek rodziny artystów Ryckaert (ur. 1612)
- data nieznana
  - Simon Luttichuys, holenderski malarz (ur. 1610)
  - Jan Gerritsz van Bronckhorst, holenderski malarz (ur. 1603)
  - Gerard Houckgeest, holenderski malarz epoki baroku (ur. 1600)